# Novi Pavljani
Novi Pavljani is een plaats in de gemeente Bjelovar in de Kroatische provincie Bjelovar-Bilogora. De plaats telt 162 inwoners (2001).